# Шиповое соединение

Паз (гнездо) выполнен в одной детали (слева) и шип, выполненный в другой детали (справа)

Шиповое соединение — соединение деталей (обычно деревянных) путём плотного вставления в продолговатые глухие отверстия (пазы) фигурных выступов в этих деталях — шипов.

## Виды соединений
Шиповые соединения бывают разных видов. Наиболее известные из них:
- Ласточкин хвост — соединение, в котором шипы и пазы напоминают по форме хвост ласточки;
- Ящичное соединение — соединение с шипами прямоугольного профиля;
- Соединение с фигурными шипами — шипы различной формы, например, в форме клевера, волн, медвежьих ушек, ключей, зеркально расположенных ключей и т. д.
- Микрошип

## Применение
- Различная тара (ящики и пр.)
- Деревянные срубы.
- Шиповое соединение — основа деталей конструкторов LEGO.
- До изобретения цемента широко применялось для соединения каменных элементов при строительстве сооружений (напр., Стоунхендж).
- Ранее широко использовалось для соединения металлических деталей, металлических с деревянными и с каменными.

## Инструменты для изготовления

Шипорезный станок

- Шипорезка (шипорезное приспособление[англ.]) — устройство, предназначенное для облегчения выполнения шипового соединения в деревообработке.
- Шипорезный станок — разновидность деревообрабатывающего станка.
- Ножовка (ручная пила) — инструмент, предназначенный для пилки древесины + стамеска